# Jaki Liebezeit

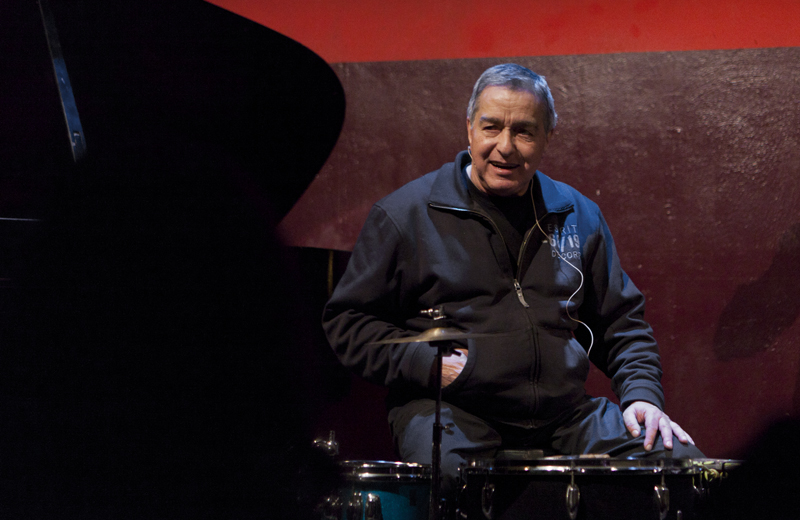
Jaki Liebezeit (Dezember 2011)

Jaki Liebezeit (eigentlich Hans Heinrich Liebezeit; * 26. Mai 1938 in Ostrau; † 22. Januar 2017 in Köln) war ein deutscher Schlagzeuger.

## Leben und Werk
Liebezeit, dessen Vater Musiklehrer war und aus dem Zweiten Weltkrieg nicht zurückkehrte, flüchtete mit seiner Mutter nach Kassel, wo er aufwuchs und als Schüler zunächst Rock ’n’ Roll spielte. Durch Manfred Schoof kam er zum Jazz und spielte mit diesem in dessen erster Band. Nach dem Abitur zog er nach Köln, um sich an der dortigen Musikhochschule für klassisches Schlagwerk einzuschreiben. Bald wirkte Liebezeit als Jazzmusiker; unter anderem spielte er in den frühen 1960er Jahren gemeinsam mit Buschi Niebergall im Trio von Manfred Welsandt und 1963/64 sieben Monate lang in Barcelona mit dem Pianisten Tete Montoliu (auch mit dem Trompeter Chet Baker). Nach der Rückkehr nach Westdeutschland arbeitete er erst bei Gunter Hampel, 1966 und 1967 mit dem Manfred-Schoof-Quintett und dem Globe Unity Orchestra im Bereich des freien Jazz.
Anschließend gründete er 1968 mit Holger Czukay, Irmin Schmidt und Michael Karoli die Band Can, wo er auf dem Schlagzeug eine metronomische Spielweise „zu einer einsamen Kunst“ entwickelte.
Seit 1978 arbeitete er von Weilerswist aus als Studiomusiker, u. a. für die Zeltinger Band, Michael Rother, Gianna Nannini, Eurythmics, Depeche Mode, Pascal Comelade oder Brian Eno. Er hatte auch Anteil an den großen Erfolgen von Joachim Witt, so spielte er u. a. dessen Lied Goldener Reiter mit ein. Liebezeit begleitete Witt mit anderen Musikern wie Helmut Zerlett, Harald Gutowski und Harald Grosskopf.
Seit den 1980ern betrieb Liebezeit weitere Projekte, von denen insbesondere Drums Off Chaos hervorzuheben ist: dort spielten allein Schlagzeuger auf sehr hohem Niveau eine abstrakte Trommelmusik. Liebezeit arbeitete auch mit dem Gitarristen Dominik von Senger (Phantom Band, Dunkelziffer) und mit dem britischen Bassisten Jah Wobble zusammen. 1993 arbeitete er in New York mit Nicky Skopelitis.
1995 zog Liebezeit wieder nach Köln; dort gründete er mit dem Gitarristen und Instrumentenbauer Dirk Herweg (* 1965) und dem Synthesizerspieler Boris Polonski (* 1972) die Formation Club Off Chaos, mit der er neben zahlreichen Live-Auftritten drei Alben veröffentlichte. 2002 lösten sich Club Off Chaos auf.
Im gleichen Jahr veröffentlichte Liebezeit gemeinsam mit dem Musiker und Produzenten Burnt Friedman das Album Secret Rhythms. 2006 folgte Secret Rhythms II. Im Jahr 2008 erschien Secret Rhythms III. Liebezeit und Friedman traten bis zu Liebezeits Tod als Duo oder mit verschiedenen weiteren Musikern weltweit live auf.
Ab 2005 arbeitete er mit dem Künstler Werner Kiera (aka Datenverarbeiter) zusammen. Im Laufe der Zusammenarbeit entstanden wilde, experimentelle Klangfragmente, zusammen mit archaischen und unkonventionellen Rhythmen. Hier trafen zwei Künstler mit unterschiedlichem Hintergrund aufeinander. Entstanden sind aus dieser Kollaboration zwei Online-Alben: Givt und Givt Return.

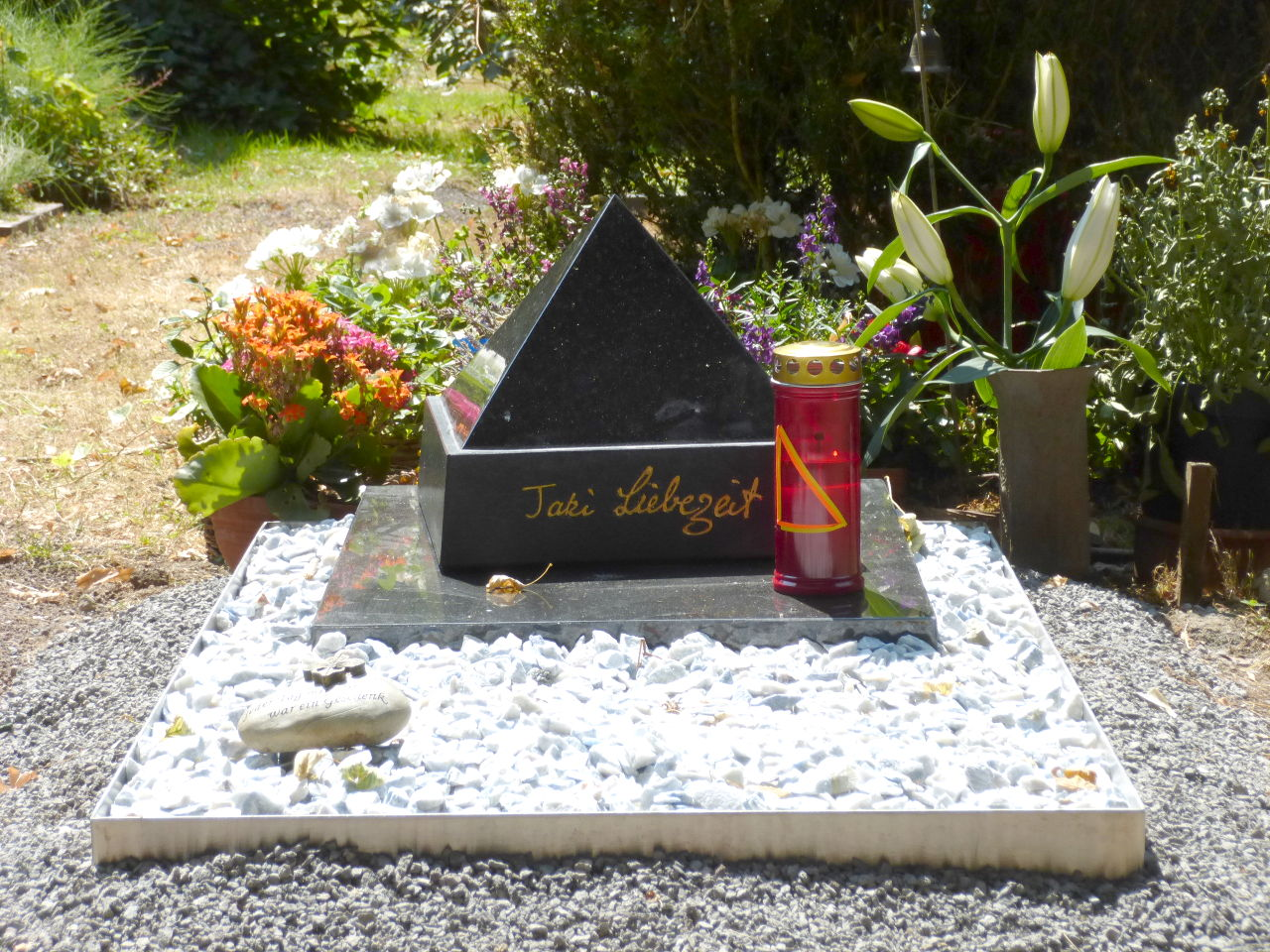
Grab von Liebezeit auf dem Kölner Melatenfriedhof nach der Umgestaltung (2018)

Ende 2008 arbeitete Liebezeit im Berliner Recording Session Studio zusammen mit Phillip Boa an einem neuen Album.
Er spielte für Phillip Boa and the Voodooclub Drums für das Anfang 2009 erschienene Album Diamonds Fall und begleitete die Band auf fünf Konzerten.
Im Herbst 2009 wirkte er auf dem 2010 erschienenen Schiller-Album Atemlos mit. Im Jahr 2013 trommelte er bei drei Titeln auf dem Album Messias Maschine der deutschen Band Sankt Otten. Sein letztes Album Akşak nahm er 2015 zusammen mit dem Kölner Perkussionisten Holger Mertin auf.
In den letzten 20 Jahren spielte Liebezeit ein Schlagzeug ohne Bassdrum und Hi-Hat. „Ich habe die Bassdrum und das Hi-Hat abgeschafft, weil ich nicht mehr den üblichen Rockstil spielen wollte.“ Zu seiner rhythmischen Auffassung sagte er: „Du musst monoton spielen, also immer wieder das gleiche, den gleichen rhythmischen Zyklus wiederholen, wiederholen, wiederholen. Dann entsteht Groove.“ Oder wie es der Can-Kollege Holger Czukay formulierte: „Jaki spielt wie eine Maschine. Bloß besser.“
Liebezeit starb in einem Kölner Krankenhaus an einer Lungenentzündung. Die Urnenbeisetzung fand am 6. Februar 2017 auf dem Kölner Zentralfriedhof Melaten statt (Flurstück „T“).
Am 22. Januar 2018 fand in der Kölner Philharmonie ein Gedenkkonzert „Jaki Liebezeit – A Tribute“ statt.

## Bandprojekte
- 1968: Can
- 1980: Phantomband mit Helmut Zerlett, Rosko Gee (Traffic, Can), Olek Gelba und Dominik von Senger, knüpfte an die Musik von Can an.
- 1982: Drums Off Chaos mit u. a. Manos Tsangaris und Reiner Linke (Dunkelziffer)
- 1989: The Ya Ya’s mit Dominik von Senger (Phantomband, Dunkelziffer)
- 1995: Club Off Chaos mit Dirk Herweg und Boris Polonski

## Diskografie (Auswahl)
- 1966 Manfred Schoof Quintett: Voices (als CD unter dem Titel „Avantgarde Jazz Collection“ mit zwei zusätzl. Stücken des Rolf Kühn-Joachim-Kühn-Quartetts von 1966, auf welchen Liebezeit nicht mitspielt)
- 1966 Alexander von Schlippenbach: Globe Unity (nur LP)
- 1969 Can: Monster Movie
- 1972 Can: Tago Mago
- 1977 Michael Rother: Flammende Herzen
- 1978 Michael Rother: Sterntaler
- 1978 Can: Can
- 1979 Michael Rother: Katzenmusik
- 1980 Phantomband: Phantomband
- 1980 Joachim Witt: Silberblick
- 1981 Phantomband: Freedom Of Speech
- 1982 Joachim Witt: Edelweiß
- 1982 Gianna Nannini: Latin Lover
- 1983 Trio: Bye Bye
- 1984 Full Circle (mit Holger Czukay und Jah Wobble)
- 1984 Rio Reiser: Doktor Sommer
- 1987 Irmin Schmidt: Musk at Dusk
- 1987 Marius Müller-Westernhagen: Westernhagen
- 1989 The Ya Ya’s: 2-3-4-5-6-7-8-9
- 1989 Mickie D's Unicorn: The Traveller[6]
- 1995 Brian Eno: Spinner
- 1997 Depeche Mode: Ultra
- 1997 Phantomband: Nowhere
- 1998 Club Off Chaos: Club Off Chaos
- 1998 Club Off Chaos: The Change of the Century
- 2001 Maria de Alvear/Drums Off Chaos: Baum
- 2001 Club Off Chaos: par et impar
- 2002 Secret Rhythms (mit Burnt Friedman, nonplace rec.)
- 2005 Burnt Friedman & Jaki Liebezeit featuring David Sylvian: Out in the Sticks (nur 12″)
- 2005 Datenverarbeiter vs. Jaki Liebezeit: Givt Online Album
- 2006 Datenverarbeiter vs. Jaki Liebezeit: Givt Return Online Album
- 2006 Burnt Friedman & Jaki Liebezeit: Secret Rhythms II (nonplace rec.)
- 2008 Phillip Boa & The Voodoo Club: Diamonds Fall
- 2008 Burnt Friedman & Jaki Liebezeit: Secret Rhythms III (nonplace rec.)
- 2010 Schiller: Atemlos (auf den Tracks „Leidenschaft“ und „Opium“)
- 2011 Burnt Friedman & Jaki Liebezeit: Secret Rhythms IV (nonplace rec.)
- 2011 Drums Off Chaos & Jens-Uwe Beyer: Drums Off Chaos & Jens-Uwe Beyer (Magazine)
- 2011 B.I.L.L. (Bell/Irmler/Liebezeit/Lippok): Spielwiese 2 (Klangbad)
- 2013 Sankt Otten: Messias Maschine (Denovali)
- 2013 Robert Coyne with Jaki Liebezeit: The Obscure Department (Meyer Records)
- 2013 Burnt Friedman & Jaki Liebezeit: Secret Rhythms[7]
- 2014 Irmler/Liebezeit: Flut (Klangbad)
- 2015 Jaki Liebezeit, Holger Mertin: Akşak[8]
- 2024 Mickie D's Unicorn: Ridin' Home[9]